# Thames & Hudson
Thames & Hudson (conocida también como Thames and Hudson y como T&H) es una editorial, especializada en arte y libros ilustrados, fundada en 1949 por Walter y Eva Neurath. El nombre fue elegido en honor a los ríos Támesis en Londres y Hudson en Nueva York. Sigue siendo una editorial familiar independiente.
La editorial publica libros sobre arqueología, arquitectura, arte, diseño, historia, fotografía y religión. También publica libros para niños.